# 와이너리

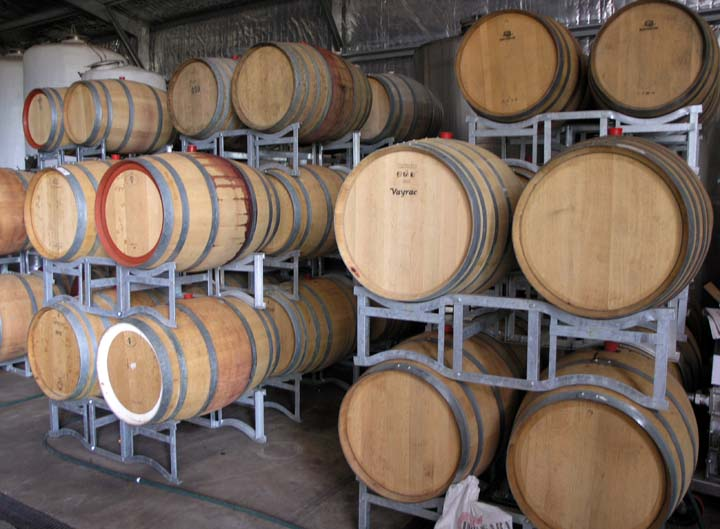
와인 배럴

와이너리(영어: winery)는 와인을 생산하는 건물, 혹은 와인 회사 등 와인 제조에 관련된 사업을 말한다. 와인 판매 회사에 따라서는 자사 와이너리를 소유하기도 한다. 와인 제조 설비 외에 대규모 와이너리는 창고, 연구실, 거대한 탱크 등도 갖추고 있을 수 있다.